# Lago de Starnberg
O Lago de Starnberg (em alemão: Starnberger See)[a] é um lago de tamanho importante na Baviera. É um grande lago ao sudoeste de Munique na alta Baviera (Alemanha). Tem um comprimento de 21 km de norte para sul e 3 a 5 km de oeste a este, tendo uma superfície de 56 km². Está a uma altitude 580 metros. Foi neste lago que morreu misteriosamente o rei Luís II da Baviera.

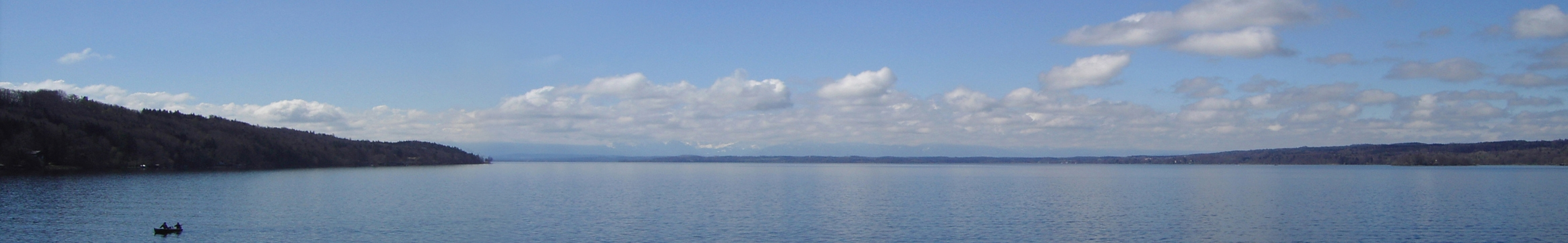
Vista do lago com os Alpes ao fundo